# Michel Merlen
Michel Merlen est un poète français né le 27 août 1940 à Hyères et décédé le 30 juin 2017 à Nogent-sur-Marne.

## Biographie
Après ses études secondaires, puis des études en lettres, linguistique et psychanalyse, Michel Merlen a fait son service en Algérie (1959-1962). Il a exercé différents métiers : aide-géomètre, surveillant, correcteur d'imprimerie. Il a collaboré à de nombreuses revues et figure dans plusieurs anthologies de poésie contemporaine.[réf. nécessaire]

## Sources
- Revue Poésie, n°19, 1971
- Site de la revue Les Hommes sans épaules